# Gare de Casa-Voyageurs
La gare de Casa-Voyageurs (arabe : محطة الدار البيضاء المسافرين) est une gare ferroviaire du réseau de l'ONCF, située au centre-ville de Casablanca. Elle est desservie par des trains régionaux et des trains à moyenne et longue distance, ainsi que par le service à grande vitesse Al Boraq. Elle constitue la principale gare de Casablanca, avant celle de Casa-Port.

## Histoire

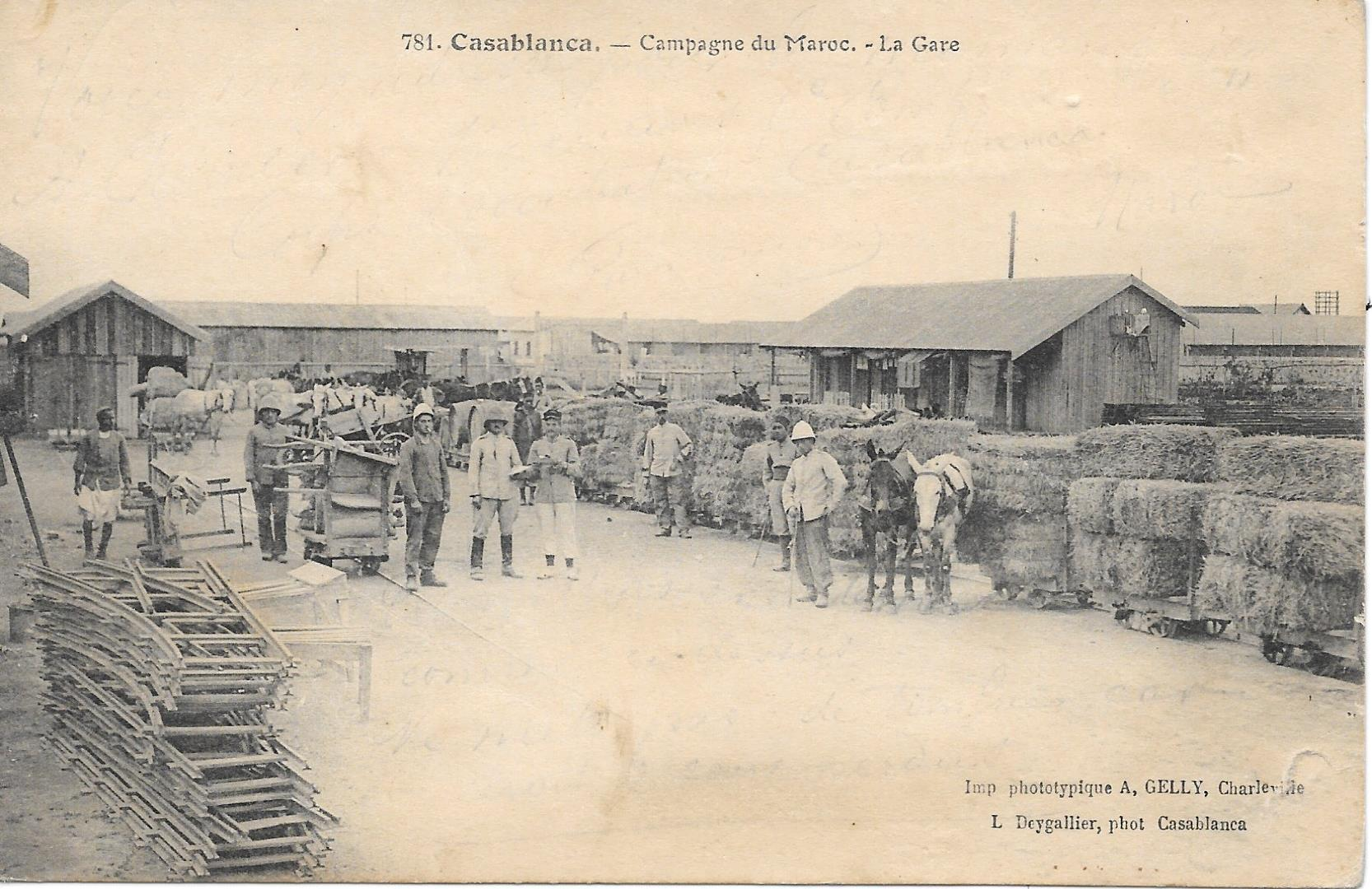
Les entrepôts de la gare en 1911.

Construite durant le protectorat français, la gare dispose, avant les réaménagements des années 2010, de 8 voies. Son bâtiment voyageurs d'origine est construit en 1923 ; il est l'œuvre du service de l'architecture de la Compagnie des chemins de fer du Maroc (CFM). Située sur l'axe ferroviaire principal du pays, elle offre une liaison directe avec de nombreuses villes du Maroc (Aïn Sebaâ, Fès, Khouribga, Meknès, Marrakech, Rabat, Tanger…), ainsi que l'aéroport Mohammed-V de Casablanca.
Avec l'ouverture de la LGV Tanger - Kénitra en 2018, Casa-Voyageurs est devenue le terminus des trains à grande vitesse Al Boraq, en provenance de Tanger (temps de parcours de 2 h 10 min).

### Desserte

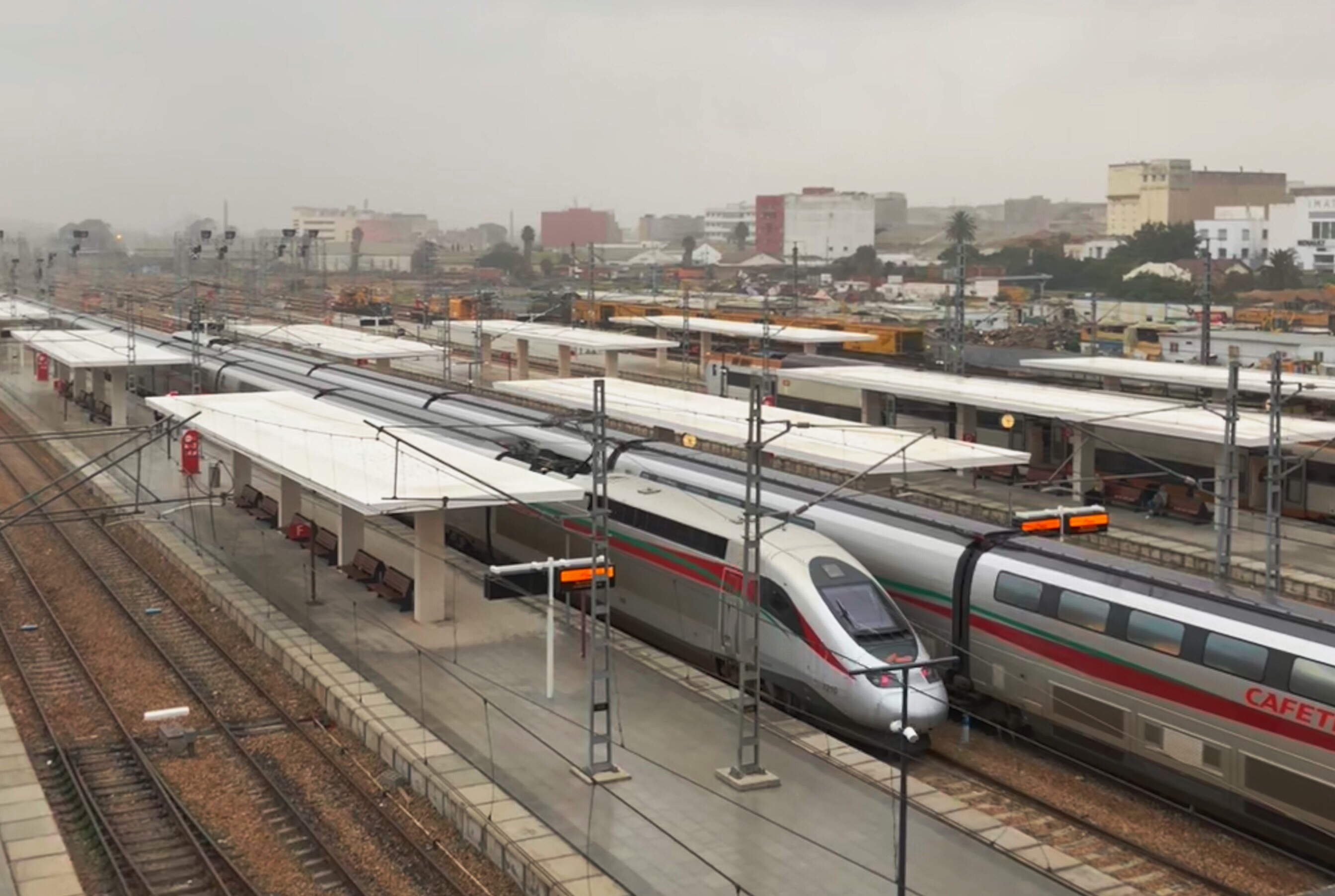
Rames Al Boraq stationnées en gare.

## Service des voyageurs

### Intermodalité

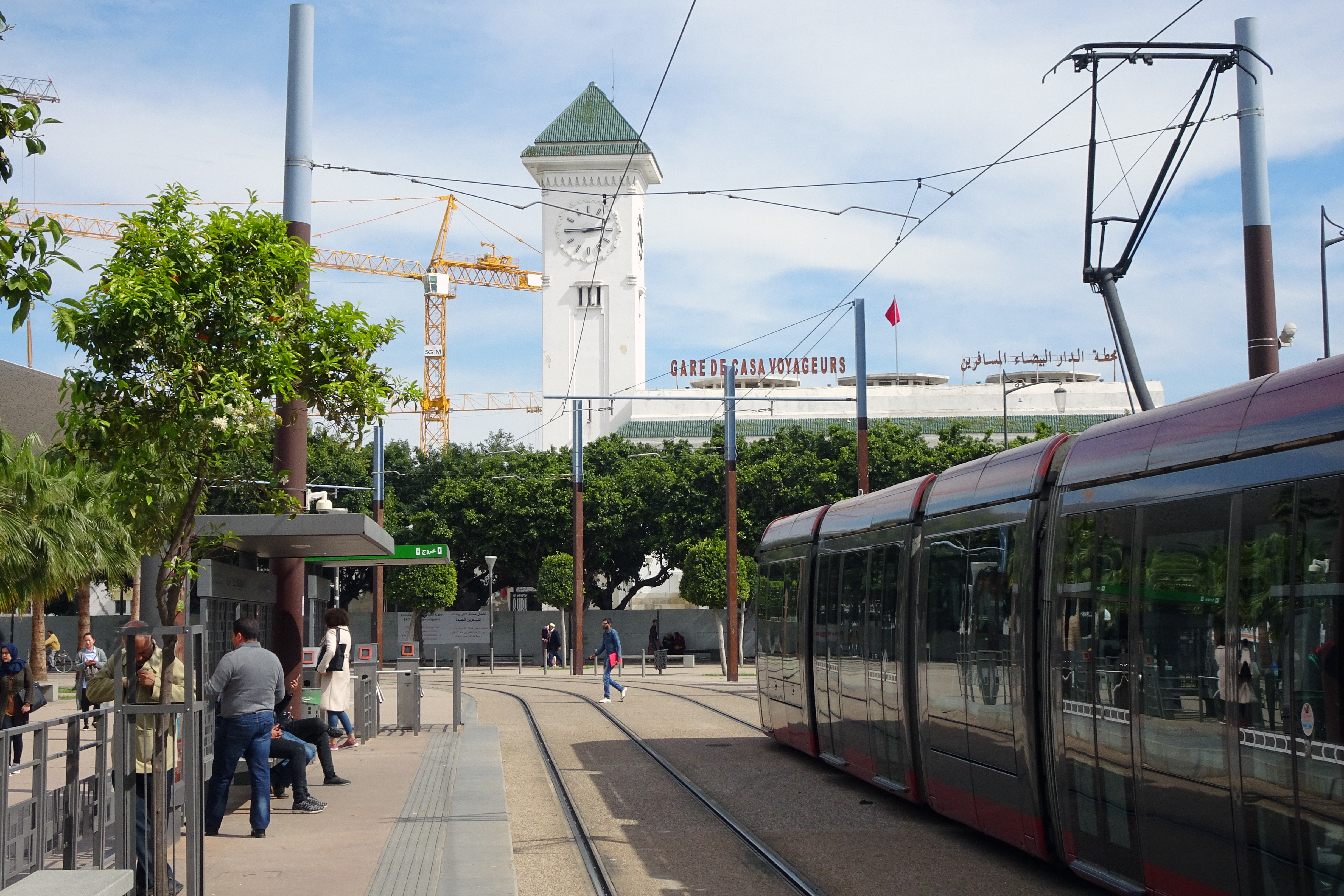
La gare vue de la station du tram T1, sur le boulevard Mohamed V.

La gare est desservie par la ligne 1 du tramway de Casablanca, par les petits taxis, et par les lignes de bus 2, 87 et 90 du réseau Casabus.
À 400 mètres de la gare, sur le boulevard Ibn Tachfine, se trouvent les arrêts de bus des lignes 43, 55, 88 et 920 du même réseau.